# Japan Pharmaceutical Manufacturers Association
La Asociación de Fabricantes Farmacéuticos de Japón (JPMA, sigla en inglés) es la organización que representa a la industria farmacéutica y de investigación en Japón.
Incluidas 20 filiales en el extranjero, esta asociación cuenta con 74 miembros (a partir del 1 de octubre de 2006).